# Junioren-Weltmeisterschaften im Rudern 2015
Die Junioren-Weltmeisterschaften im Rudern 2015 fanden vom 5. bis 9. August 2015 in Rio de Janeiro in Brasilien statt. Die Wettbewerbe wurden auf dem Lagoa Rodrigo de Freitas ausgetragen und dienten als Generalprobe für die olympische Ruderregatta 2016 auf derselben Anlage.
Bei den Meisterschaften wurden 13 Wettbewerbe ausgetragen, davon sieben für Jungen und sechs für Mädchen.
Teilnahmeberechtigt war eine Mannschaft je Wettbewerbsklasse aus allen Mitgliedsverbänden des Weltruderverbandes. Eine Qualifikationsregatta existierte nicht.

## Ergebnisse
Hier sind die Medaillengewinner aus den A-Finals aufgelistet. Diese waren mit sechs Booten besetzt, die sich über Vor- und Hoffnungsläufe sowie Viertel- und Halbfinals für das Finale qualifizieren mussten. Die Streckenlänge betrug in allen Läufen 2000 Meter.

### Junioren
| Bootsklasse                   | Gold | Gold    | Silber | Silber  | Bronze | Bronze  |
| ----------------------------- | --- | ------- | --- | ------- | --- | ------- |
| Einer (JM1x)                  | Italien Giacomo Gentili | 7:05,77 | Deutschland Henrik Runge | 7:08,78 | Australien Adam Bakker | 7:08,80 |
| Doppelzweier (JM2x)           | Italien Andrea Cattaneo Emanuelle Fiume | 6:36,13 | Deutschland Theodor Johann Thun David Junge | 6:38,19 | Ungarn Kristof Acs Mate Bacskai | 6:39,83 |
| Doppelvierer (JM4x)           | Vereinigtes Königreich Gavin Horsburgh Josh Armstrong Samuel Meijer Chris Lawrie                                                                    | 6:05,36 | Deutschland Anton Finger Marc Weber Ernst-Albrecht Boy Jacob Raillon                                                                            | 6:07,31 | Ukraine Yehven Aleksandrov Vladyslav Hysar Pavlo Yurchenko Denis Kryvulia                                                                          | 6:08,73 |
| Zweier ohne Steuermann (JM2-) | Deutschland Olaf Roggensack René Schmela | 6:48,49 | Rumänien Constantin-Cristi Hirgau Alexandru Chioseaua                                                                                           | 6:48,74 | Griechenland Georgios Papasakelariou Konstantinos Mantzios                                                                                         | 6:51,72 |
| Vierer ohne Steuermann (JM4-) | Rumänien Alexandru Matinca Cosmin Pascari Mihai Ianos Ciprian Tudosă                                                                                | 6:17,20 | Vereinigtes Königreich Thomas Digby Charles Elwes Luke Towers Jonny Naylor                                                                      | 6:19,39 | Deutschland Lukas Geller Christopher Reinhardt Johannes Rentz Lukas Föbinger                                                                       | 6:19,65 |
| Vierer mit Steuermann (JM4+)  | Deutschland Michel Zörb Jan Ole Muchow Jan Hennecke Marcus Elster Hans Espig (Stm.)                                                                 | 6:41,51 | Italien Dario Favilli Andrea Benetti Riccardo Peretti Leonardo Pietra Caprina Francesco Tassia (Stm.)                                           | 6:43,96 | Türkei Harun Ardic Gokhan Guven Aydin Inanc Sahin Ismail Ali Bekiroglu Sarp Taner Sumer (Stm.)                                                     | 6:45,41 |
| Achter (JM8+)                 | Niederlande Ralf Rienks Bart Roovers Michiel Mantel Koen van den Herik Maarten Hurkmans Simon van Dorp Jaap de Jong Bram Schwarz Just Ponsen (Stm.) | 5:51,74 | Vereinigte Staaten James Palmer Justin Best Andrew Gaard Charles Watt Ethan Seder Cameron Chater Hunter Johnson Mark Levinson Ethan Ruiz (Stm.) | 5:53,89 | Deutschland Friedrich Dunkel Nils Kocher Johannes Fischer Benjamin Leibelt Lars Lorch Marc Kammann Lars Höpken Max Reichel Philipp Baumgard (Stm.) | 5:54,28 |

### Juniorinnen
| Bootsklasse                   | Gold | Gold    | Silber | Silber  | Bronze | Bronze  |
| ----------------------------- | --- | ------- | --- | ------- | --- | ------- |
| Einer (JW1x)                  | Niederlande Marieke Keijser | 7:49,76 | Griechenland Sofia Asoumanaki | 7:58,10 | Bulgarien Dessislawa Georgiewa | 8:01,35 |
| Doppelzweier (JW2x)           | Deutschland Annemieke Schanze Frieda Hämmerling | 7:32,58 | Rumänien Elena Logofatu Nicoleta Pascanu | 7:38,65 | Italien Valentina Iseppi Allegra Francalacci | 7:40,00 |
| Doppelvierer (JW4x)           | Deutschland Lena Reuß Katharina Börms Franziska Kampmann Laura Kampmann                                                                                      | 6:46,87 | Vereinigtes Königreich Susannah Duncan Kyra Edwards Molly Harding Anna Thornton                                                                                | 6:50,31 | Vereinigte Staaten Meghan Gutknecht Emily Delleman Elizabeth Sharis Emily Kallfelz                                                                          | 6:52,58 |
| Zweier ohne Steuerfrau (JW2-) | Russland Olesia Zakharova Ekaterina Glazkova | 7:39,76 | Chile Melita Abraham Antonia Abraham | 7:41,64 | Vereinigte Staaten Arianna Lee Margaret Dawson | 7:42,52 |
| Vierer ohne Steuerfrau (JW4-) | Vereinigte Staaten Katy Gillingham Marlee Blue Dana Moffat Kaitlyn Kynast                                                                                    | 7:09,04 | Deutschland Paula Vosgerau Bea Bliemel Charlotte Zeiz Leah Labudde                                                                                             | 7:10,19 | Neuseeland Ella Greenslade Lucy Hutchinson Finau Mosa Ati-Fosita Anahera Nin                                                                                | 7:20,46 |
| Achter (JW8+)                 | Deutschland Marieluise Witting Janina Arndt Christina Berchtold Ella Cosack Isabelle Hübener Carolin Dörfler Franziska Ott Carolin Dold Lynn Artinger (Stf.) | 6:39,79 | Italien Beatrice Millo Ottavia Ravoni Ludovica Braglia Benedetta Faravelli Angelica Merlini Elisa Mondelli Claudia Destefani Lara Maule Camilla Mariani (Stf.) | 6:43,22 | Vereinigte Staaten Sarah Ondak Mariko Kelly Abigail Tarquino Kailani Marchak India Robinson Julia Cornacchia Lindsay Noah Shayla Lamb Audrey Malzahn (Stf.) | 6:43,80 |

## Medaillenspiegel
| Platz | Land                   | Gold | Silber | Bronze | Gesamt |
| ----- | ---------------------- | ---- | ------ | ------ | ------ |
| 1     | Deutschland            | 5    | 4      | 2      | 11     |
| 2     | Italien                | 2    | 2      | 1      | 5      |
| 3     | Niederlande            | 2    |        |        | 2      |
| 4     | Vereinigtes Königreich | 1    | 2      |        | 3      |
| 4     | Rumänien               | 1    | 2      |        | 3      |
| 6     | Vereinigte Staaten     | 1    | 1      | 3      | 5      |
| 7     | Russland               | 1    |        |        | 1      |
| 8     | Griechenland           |      | 1      | 1      | 2      |
| 9     | Chile                  |      | 1      |        | 1      |
| 10    | Australien             |      |        | 1      | 1      |
| 10    | Bulgarien              |      |        | 1      | 1      |
| 10    | Ungarn                 |      |        | 1      | 1      |
| 10    | Neuseeland             |      |        | 1      | 1      |
| 10    | Türkei                 |      |        | 1      | 1      |
| 10    | Ukraine                |      |        | 1      | 1      |
| Summe | Summe                  | 13   | 13     | 13     | 39     |